# Schönhauser Allee
La Schönhauser Allee en Berlín es una de las principales avenidas del Barrio de Prenzlauer Berg, en el distrito de Pankow. Con más de 2,8 Kilómetros, es la calle comercial más larga de Prenzlauer Berg. Su nombre proviene del Palacio Schönhausen, el cual está situado en el barrio berlinés de Niederschönhausen.
La línea U2 del Metro tiene 3 paradas a lo largo de la Avenida: Senefelderplatz, Eberswalder Straße y Schönhauser Allee.
En esta última estación se puede hacer transbordo con el S-Bahn (Ring).

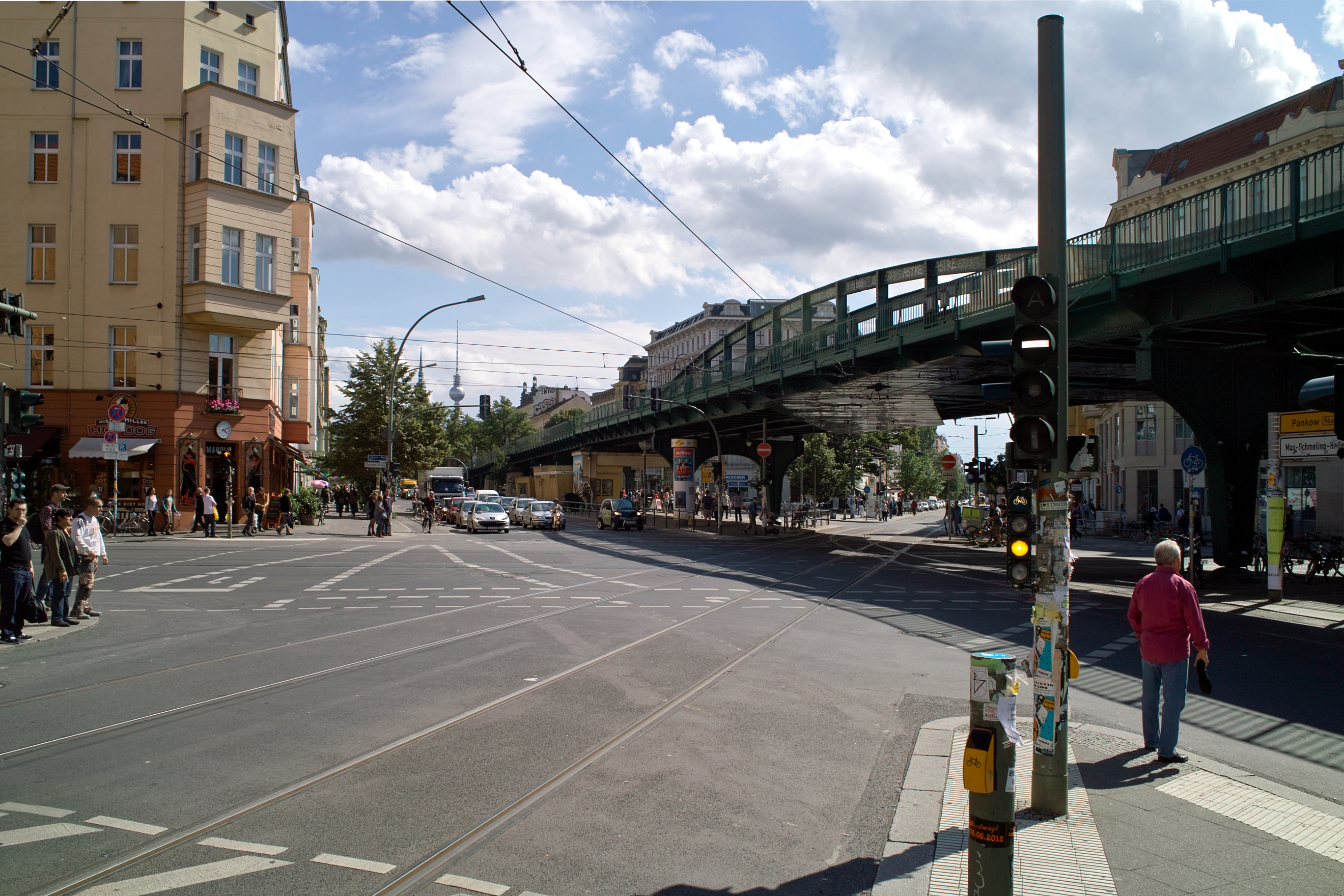
Cruce entre la Danziger Straße y la Schönhauser Allee

## Historia

### La carretera entre el Berlín palaciego y Pankow
La Schönhauser Allee nace durante la Edad Media, como vía de comunicación entre la aún pequeña ciudad de Berlín, y los pueblos de Pankow y Niederschönhausen. En 1691 el príncipe Federico III decidió construir un palacio en Niederschönhausen; para hacerle más agradable el camino se decide plantar Tilos desde aproximadamente la altura de Oderberger Straße hasta lo que hoy sería la estación de Pankow.

### Especulación: Primer poblamiento a gran escala de Prenzlauer Berg
A partir de 1841 dio comienzo el poblamiento a gran escala a lo largo de la Schönhauser Allee y sus zonas habitadas alrededor del gran número de molinos que se encontraban en esta área. Esto dio rienda suelta a la especulación inmobiliaria y hasta 1890 contribuyó a que numerosos inversores cayeran en la bancarrota. La mayoría de la población de esta época estaba constituida por familias obreras.
En 1891 se inauguró la fábrica de cervezas de Schultheiss en la esquina con la Franseckistraße (desde 1952 Sredzkistraße). Desde finales del siglo XX esta fábrica es conocida como Kulturbrauerei.

### El tren elevado
En 1906 la ciudad de Berlín cerró un contrato con la empresa constructora de Metro para unir Potsdamer Platz con la estación del tren circular Ringbahnhof Schönhauser Allee (hoy en día S-Bahn Schönhauser Allee). 
Esto cambió el aspecto de la Schönahuser Allee para siempre ya que los elevados costes en la primera parte del trayecto, llevaron a la empresa constructora a decidirse por la variante más barata (elevar el tren, en lugar de hacerlo subterráneo) para el tramo norte de la línea.
El proyecto se encontró al principio con las protestas de los vecinos y comerciantes. Desde 1979 este tramo de tren está protegido como patrimonio cultural, y en las calles berlinesas también se conoce como "El paraguas del alcalde" (Magistratsschirm) por la protección que ofrece a los peatones en días de lluvia.